# Sala landsfiskalsdistrikt
Sala landsfiskalsdistrikt var 1918–1964 ett landsfiskalsdistrikt i Västmanlands län, bildat när Sveriges indelning i landsfiskalsdistrikt trädde i kraft den 1 januari 1918, enligt beslut den 7 september 1917. Den 1 januari 1965 avskaffades i Sverige samtliga landsfiskaler och landsfiskalsdistrikt, och deras arbetsuppgifter delades upp på de nyskapade indelningarna polisdistrikt, åklagardistrikt och kronofogdedistrikt.
Landsfiskalsdistriktet låg under länsstyrelsen i Västmanlands län.

## Ingående områden
När Sveriges nya indelning i landsfiskalsdistrikt trädde i kraft den 1 oktober 1941 (enligt kungörelsen den 28 juni 1941) tillfördes kommunerna Enåker, Norrby och Tärna från Heby landsfiskalsdistrikt. När Sveriges nya indelning i landsfiskalsdistrikt trädde i kraft den 1 januari 1952 (enligt kungörelsen 1 juni 1951) ändrades distriktets omfattning. Regeringen angav även i kungörelsen 1 juni 1951 att den ville i framtiden besluta om Sala stads förenande med distriktet. Den 1 januari 1956 indrogs stadsfiskalstjänsten i Sala stad, som därmed införlivades i Sala landsfiskalsdistrikt endast i polis- och åklagarhänseende; utsökningsväsendet sköttes fortsatt av staden själv.

### Från 1918
Övertjurbo härad:
- Kila landskommun
- Kumla landskommun
- Möklinta landskommun
- Sala landskommun

### Från 1 oktober 1941
Simtuna härad:
- Enåkers landskommun
- Norrby landskommun
- Tärna landskommun

Övertjurbo härad:
- Kila landskommun
- Kumla landskommun
- Möklinta landskommun
- Sala landskommun

### Från 1 januari 1952
- Möklinta landskommun
- Tärna landskommun

### Från 1 januari 1956
- Möklinta landskommun
- Tärna landskommun
- Sala stad (endast i polis- och åklagarhänseende; staden skötte själv utsökningsväsendet)[6][7]